# Aureliano (nombre)
Aureliano es un nombre propio masculino de origen latino en su variante en español. Proviene de Aurelio, como patronímico.

## Personajes célebres

### Santos
- San Aureliano de Limoges, Obispo: 8 de mayo
- San Aureliano de Arlés, Arzobispo: 16 de junio
- San Pablo Aureliano. Obispo: 12 de marzo

### Reyes
| Imperio romano | Aureliano, emperador romano (270 - 275). |

### Otras personalidades
- Aureliano de Beruete, pintor español.
- Aureliano Blanquet, militar mexicano.
- Aureliano Linares Rivas, político español.
- Aureliano San Román, empresario español.
- Aureliano Fernández-Guerra y Orbe, , historiador, arqueólogo y epigrafista español.
- Aureliano Maestre de San Juan, médico y científico español.

## Variantes
- Femenino: Aureliana.

### Variantes en otros idiomas
| Variantes en otras lenguas | Variantes en otras lenguas |
| -------------------------- | -------------------------- |
| Español                    | Aureliano                  |
| Albanés                    | Aureliani                  |
| Alemán                     | Aurelian                   |
| Asturiano                  | Oreyán                     |
| Búlgaro                    | Аврелиан (Avrelian)        |
| Catalán                    | Aurelià                    |
| Checo                      | Aurelián                   |
| Croata                     | Aurelijan                  |
| Danés                      | Aurelian                   |
| Esperanto                  | Aŭreliano                  |
| Euskera                    | Aurelen                    |
| Finlandés                  | Aurelianus                 |
| Francés                    | Aurélien                   |
| Galés                      | Aurelian                   |
| Gallego                    | Aureliano                  |
| Holandés                   | Aurelianus, Aureliaan      |
| Húngaro                    | Aurélián                   |
| Inglés                     | Aurelian                   |
| Italiano                   | Aureliano                  |
| Latín                      | Aurelianus                 |
| Lituano                    | Aurelianas                 |
| Noruego                    | Aurelian                   |
| Polaco                     | Aurelian                   |
| Portugués                  | Aureliano                  |
| Rumano                     | Aurelian                   |
| Ruso                       | Аврелиан (Avrelian)        |
| Sardo                      | Aureliànu                  |
| Serbio                     | Аурелијан (Aurelijan)      |
| Sueco                      | Aurelianus                 |
| Turco                      | Aurelian                   |
| Ucraniano                  | Авреліан (Avrelian)        |